# O Gud, det är min glädje
O Gud, det är min glädje är en gammal psalm i tolv verser av Haquin Spegel från 1688. Psalmen utgår från Psaltaren 116.
Texten i 1695 års psalmbok inleds med:
O Gudh thet är min glädie
at tu wilt höra röst
Melodin 1937 är komponerad av kantorn i Weimar, Melchior Vulpius 1609, troligen är den en ombildning av en världslig visa. Den förekommer inte i 1695 och 1819 års psalmböcker, där psalmen har en svensk melodi.
Enligt 1697 års koralbok är det samma melodi som till psalmerna O Gudh som har i händer (nr 82), På tigh, o Herre käre (nr 312).

## Publicerad som
- Nr 92 i 1695 års psalmbok under rubriken "Konung Davids Psalmer".
- Nr 223 i 1819 års psalmbok under rubriken "Kristligt sinne och förhållande - I allmänhet: Förhållandet till Gud: Kärlek, vördnad, tacksamhet".
- Nr 308 i 1937 års psalmbok under rubriken "Trons glädje och förtröstan".
- Nr 366 i Finlandssvenska psalmboken 1986 under rubriken "Nöd och nåd".